# 玉那覇有公
玉那覇 有公（たまなは ゆうこう、1936年10月22日 - ）は、沖縄県の紅型師。石垣市出身。沖展会員、日本工芸会正会員。石垣市名誉市民。紅型の分野で最初の人間国宝となった人物である。

## 人物
1961年、沖縄県指定無形文化財「びん型」保持者の城間栄喜に師事、のちに独立。那覇市首里に紅型工房を構える。
1996年5月、国の重要無形文化財「紅型」の保持者として各個認定される（いわゆる「人間国宝」）。
2000年7月22日、第26回主要国首脳会議（九州・沖縄サミット）が首里城北殿で開催された際、沖縄県の人間国宝の代表として、紅型の制作実演を行った。
息子の玉那覇有勝（1968年 - 、日本工芸会正会員）も、中頭郡読谷村に工房を構え、紅型の制作に従事している。

## 作品
玉那覇は両面染めの技法に秀でており、また「二枚異型」の技法を独自に考案した。
その作品には、琉球王国時代から戦後の紅型復興期にいたる紅型の伝統が強く息づき、優しくも深く厳しい精神性に裏付けられた独自の創作を生み出している。力強く緻密な型彫りを得意とし、明度の高い中間色と暈しによって動静と光を備えた清涼感ある作品は、現代紅型に多くの模倣的表現を生み、新たな系譜を形作りつつある。

## 受賞・賞典
- 日本伝統工芸展文部大臣賞 受賞
- 第22回日本伝統工芸展入選 受賞
- 沖縄タイムス芸術選奨奨励賞 受賞
- 沖縄タイムス芸術選奨大賞 受賞
- 第12回日本伝統工芸会西部工芸展金賞 受賞
- 第25回日本伝統工芸展日本工芸会奨励賞 受賞
- 日本伝統工芸展文部大臣賞 受賞
- 沖縄タイムス賞 受賞
- 紫綬褒章受章（1998年）